# Мощаниця (Коростенський район)
Мощани́ця (колишня назва Рудня-Мощаниця) — село в Україні, в Коростенському районі Житомирської області. Входить до складу Овруцької міської громади. Населення становило 95 осіб.Відселено в 1997 р, нині знято з обліку.Станом на 2018 рік в селі ніхто не проживає, і жодної вцілілої будівлі

## Історія
У 1906 році Мощаниця, село Норинської волості Овруцького повіту Волинської губернії. Відстань від повітового міста 25 верст, від волості 10. Дворів 18, мешканців 290.

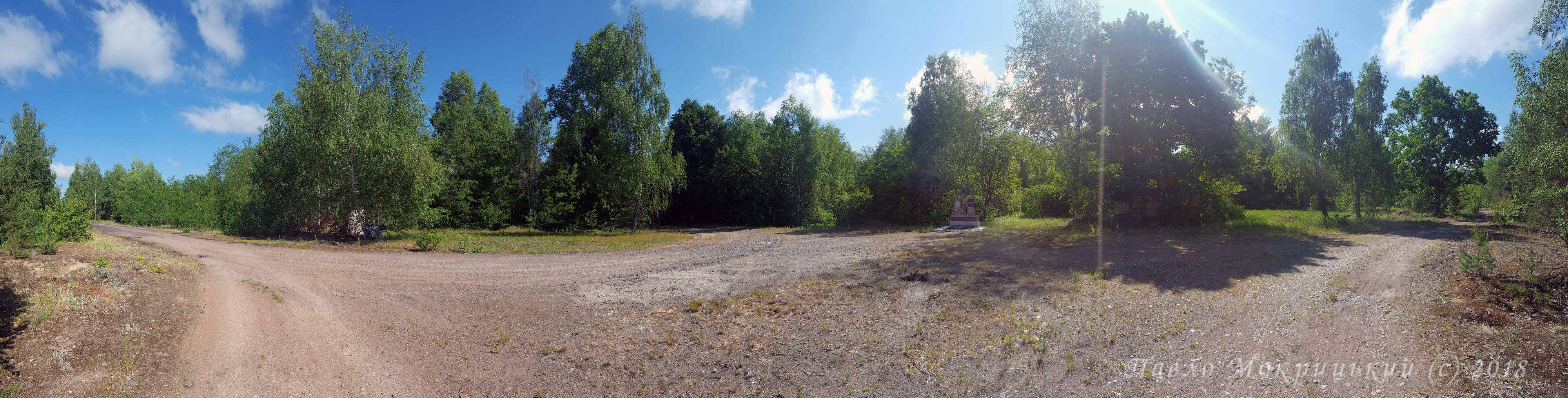
Панорама в центрі Мощаниці